# دجاج شومن الأسود
دجاج شومن الأسود أو دجاج شومان الأسود (بالإنجليزية: Black Shumen)‏ يعتبر من سلالات الدجاج القديمة التي نشأت في منطقة شومن البلغارية. في منتصف القرن العشرين تم تهجينها مع دجاج منورقة ثم بعد ذلك بفترة وجيزة هجنت هذه السلالة البلغارية مع سلالة دجاج رود آيلاند الحمراء (بالإنجليزية: Rhode Island Red).
تعتبر سلالة دجاج شومن الأسود سلالة قليلة الانتشار ونادرة. في العام 2013، بلغ عددها حوالي 350 وحدة. يتم الحفاظ عليها والعمل على حمايتها من الانقراض بواسطة جهود من المعهد البلغاري للدواجن في ستارا زاغورا، كما يحتفظ عدد قليل من أعضاء جمعية مربي الدواجن البلغارية بعدة أزواج من أجل إعادة تكاثرها.

## الخصائص
دجاج شومن الأسود يتميز بلون أسود الريش مع لمحة لمعان مخضر، وهي سلالة ذات منقار وأرجل سوداء 
جلدها أبيض وشحمة الأذن حمراء. وبشكل غام تتوفر على خصائص دجاج سلالات البحر الأبيض المتوسط والمناخ المتوسطي.

### مميزات تربيتها في المزرعة
يتميز دجاج شومن الأسود البلغاري بالنضج المبكر، وينعم بمناعة قوية مقاومة للأمراض والأوبئة، مع القدرة على التكيف في عدة مناخات، تضع دجاجة شومان الأسود حوالي 160-170 بيضة سنويا، لون بيضتها أبيض رمادي يتراوح وزنها بين 53 و 55 غرام.

## روابط ويكيبيدية
- دجاج سلطان، لحوم بيضاء، دجاج ذات الرقبة العارية، دجاج بينيديسكا، دجاج ستارا زاكورة الحمراء، قائمة سلالات الدجاج، دجاج سومبور كابوركا، قائمة سلالات دجاج اللحم، قائمة سلالات الدجاج البياض